# Taute
La Taute est une rivière française de Normandie, affluent du fleuve côtier la Douve, dans le département de la Manche.

## Géographie
La longueur de son cours d'eau est de 39,6 km.
Elle prend sa source au lieu-dit l'hôtel Caplain, dans la commune de Cambernon, à l'altitude 111 mètres. Elle conflue avec la Douve, à la limite des communes de Saint-Hilaire-Petitville et Carentan à l'altitude 2 mètres, à l'écluse du Haut Dicq, dans les marais du Cotentin et du Bessin.

## Hydrologie
Quinze kilomètres de la Taute sont classés navigables.

## Bassin et affluents
Le bassin versant de la Taute occupe 1 034 km2 dans le centre du département de la Manche, le confluent avec la Douve se situant au nord de ce bassin. Il est bordé par ceux de la Vire à l'est, de la Sienne au sud, de l'Ay au sud-est et de la Sèves, autre affluent de la Douve, à l'ouest. Le bassin inférieur est inclus dans le marais du Cotentin, un canal y relie la rivière à la Vire.
Deux de ses affluents dépassent les 20 kilomètres. Le Lozon (24,7 km), grossi des eaux de la Venloue (15 km), conflue en rive droite entre Marchésieux et Tribehou. La Terrette (29,2 km) rejoint la Taute deux kilomètres plus en aval, également en rive droite, entre Tribehou et Graignes-Mesnil-Angot. Aucun des autres affluents ne dépasse les 10 km, le plus long étant le ruisseau de la Meule (8,4 km, entre Saint-Sauveur-Lendelin et Vaudrimesnil).

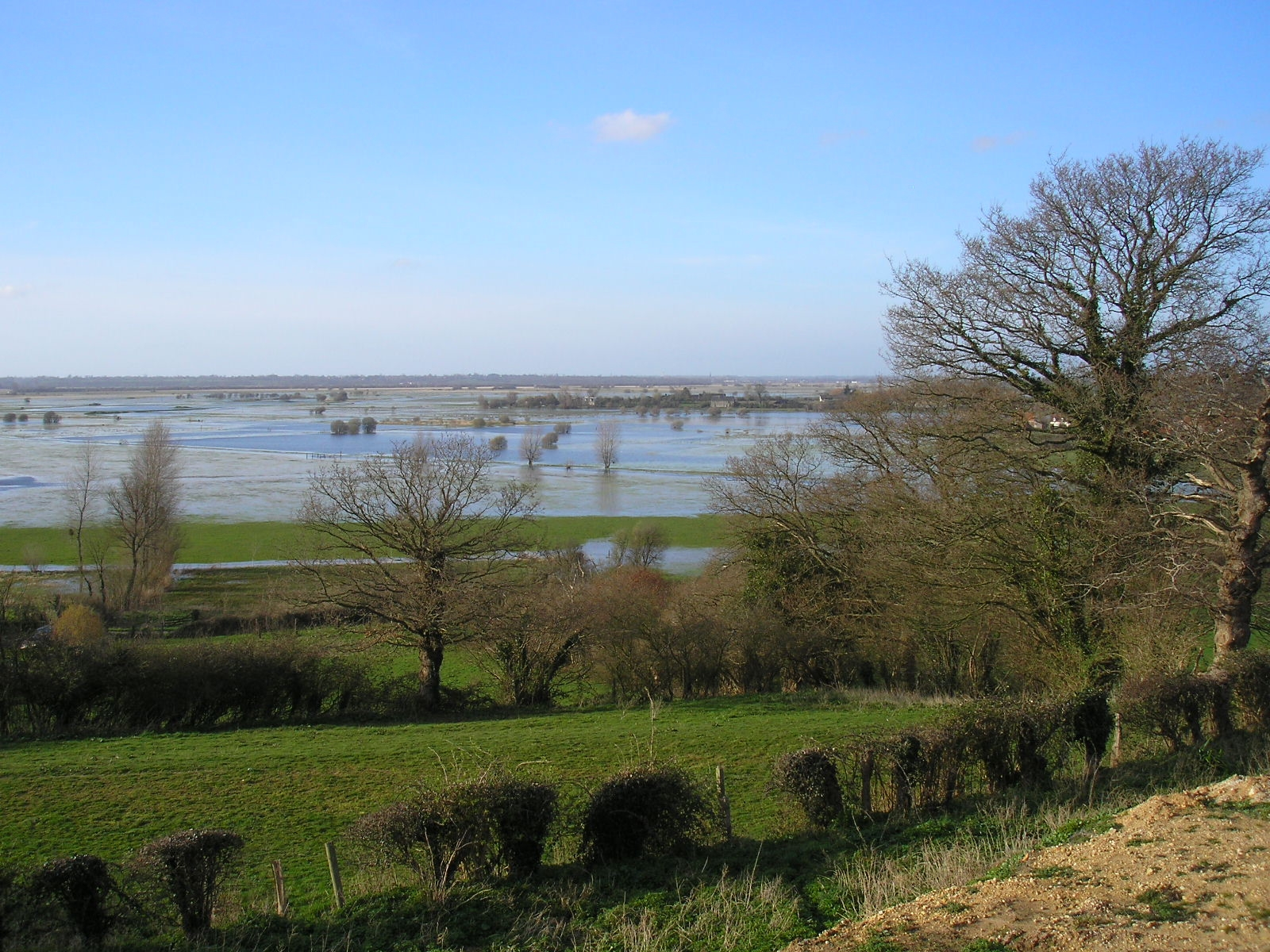
Marais de la Taute, vu du bourg de Graignes.

## Département, communes et cantons traversés
Dans le seul département de la Manche, la Taute traverse ou borde seize communes, et cinq cantons :
- Cambernon (source), Saint-Sauveur-Lendelin, Saint-Aubin-du-Perron, Vaudrimesnil, Saint-Martin-d'Aubigny, Périers, Saint-Sébastien-de-Raids, Marchésieux, Raids, Auxais, Saint-André-de-Bohon, Tribehou, Graignes-Mesnil-Angot, Saint-Georges-de-Bohon, Saint-Hilaire-Petitville, Carentan (confluence). Un bras gauche de la Taute, canalisé, dit le « pont-canal », passe par le port de Carentan[6].

Soit en termes de cantons, la Taute prend sa source dans le canton de Coutances, traverse les canton de Saint-Sauveur-Lendelin, canton de Périers, canton de Saint-Jean-de-Daye, et conflue dans le canton de Carentan.

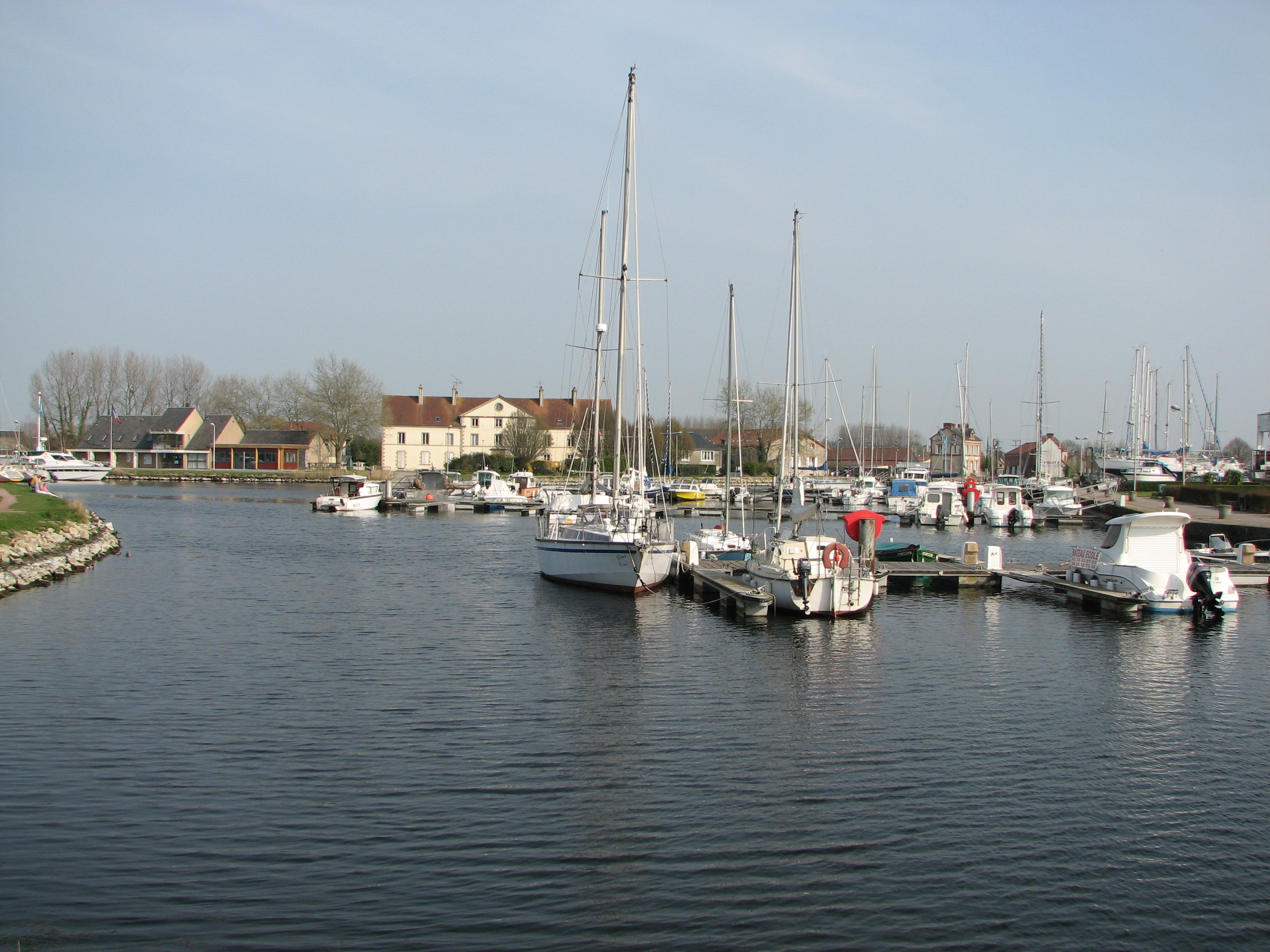
Le port de plaisance de Carentan.

## La vallée de la Taute
- Vestiges de l'ancienne église Saint-Martin d'Auxais, inscrits au titre des Monuments historiques[7].
- Église Saint-Michel de Graignes, inscrite au titre des Monuments historiques (label XXe siècle)[8].
- Réserve nationale de chasse de Saint-Georges-de-Bohon.
- Réserve naturelle régionale des marais de la Taute.

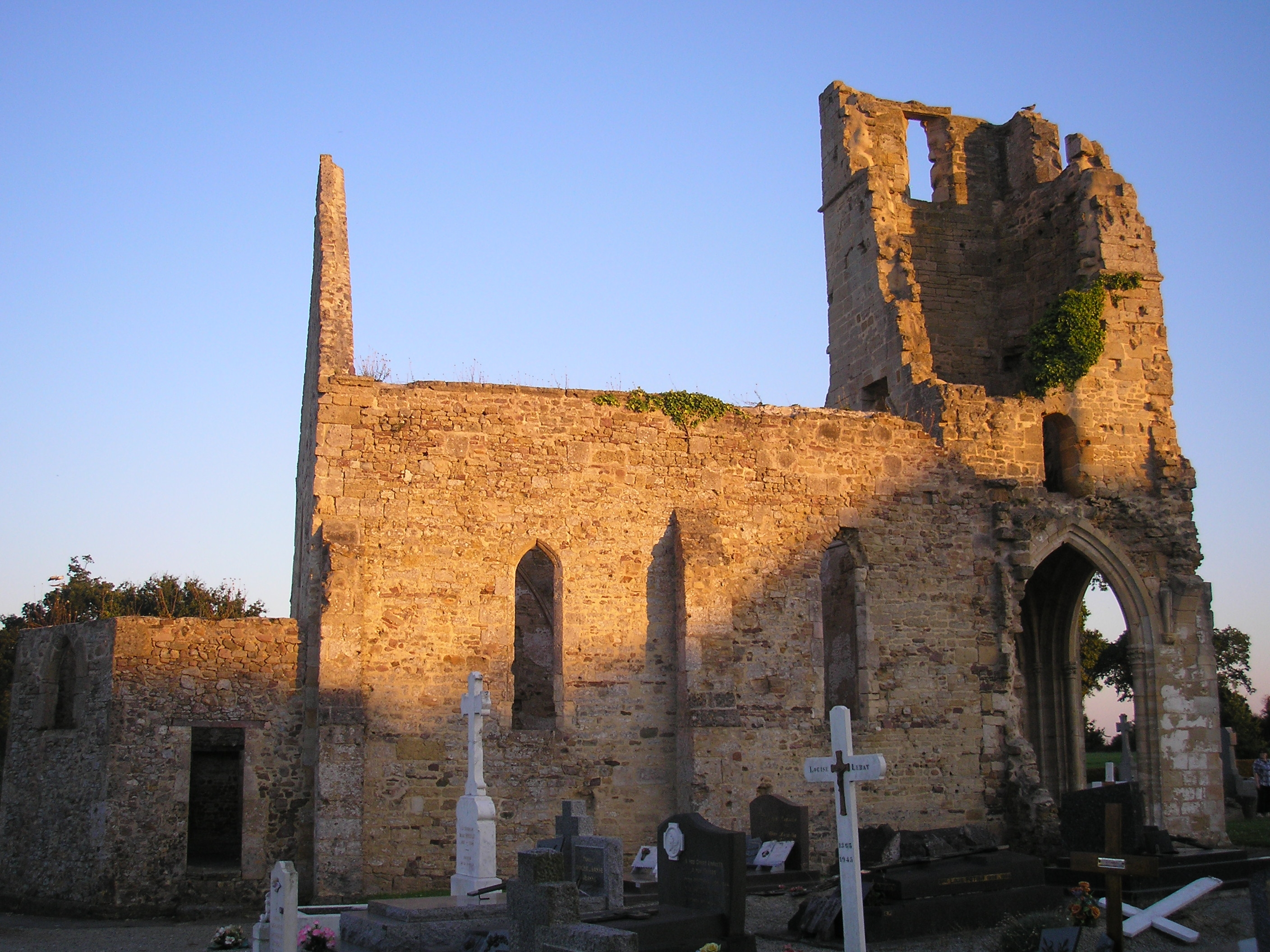
L'ancienne église Saint-Martin d'Auxais.